# Cymatonycha castanea
Cymatonycha castanea là một loài bọ cánh cứng trong họ Cerambycidae.